# Jan van Deemter
Jan Jozef van Deemter (Kellen, 31 maart 1918 – Bussum, 10 oktober 2004) was een Nederlands natuurkundige en ingenieur, die internationale bekendheid verwief met de Van Deemtervergelijking.
Hij zette het drainageonderzoek van dr. Sijmen Barend Hooghoudt (1901-1953) voort en promoveerde aan de faculteit der Wis- en natuurkunde van de Universiteit van Amsterdam op 21 juni 1950 met prof. dr. Bartel Leendert van der Waerden (1903-1996) als promotor; de titel van zijn proefschrift was: Theoretische en numerieke behandeling van ontwaterings- en infiltratie-stromings-problemen.
Inmiddels was hij op 1 september 1947 op de toenmalige afdeling TH  in dienst van Shell getreden, waar hij in een veelheid van functies tot zijn pensioen zou blijven. Hij hield zich aanvankelijk vooral bezig met berekeningen op het gebied van vloeistof- en gasstromen en fluïdisatie. In 1956 verscheen er een artikel van zijn hand over de nadien naar hem genoemde Van Deemtervergelijking die het fundament legde voor de verbeteringen in zowel de gas- als vloeistofchromatografie in de jaren daarna. Van 1955 tot 1957 was hij verbonden aan het Houston Refinery Research Laboratorium.  Hij keerde in 1958 terug en werd afdelingschef van PDO waar hij zich vooral met onderzoek aan bitumen bezighield. In deze tijd beëindigde hij geleidelijk zijn werk aan de chromatografie. Hij werd in 1969 directeur Production Research van het Koninklijke/Shell Exploratie en Produktie Laboratorium (KSEPL) te Rijswijk ZH en op 1 augustus 1972 werd hij directeur Engineering Research van het Koninklijke/Shell-Laboratorium, Amsterdam (KSLA) als opvolger van G.H. Reman. Op 31 maart 1978 nam hij afscheid van Shell en ging na 30 jaar met pensioen. In hetzelfde jaar ontving hij een medaille van de Akademie van Wetenschappen van de USSR ter gelegenheid van het 75-jarig jubileum van de ontdekking van de chromatografie door M.S. Tswet.